# 响尾蛇大火
响尾蛇大火（英語：Rattlesnake Fire）是美国一场由纵火者引起的野火事件。大火始于1953年7月9日，位于加利福尼亚州北部门多西诺国家森林的 Grindstone Canyon。这场野火导致1名美国国家森林局员工死亡，14名来自New Tribes Mission的志愿消防员死亡。大火持续燃烧数日，在1953年7月11日被控制下来之前已将1,300英畝（530公頃）的土地燃烧殆尽。这起火灾如今仍是消防教学中一个知名的案例。